# Kyle Snyder
Kyle Snyder (n. 20 noiembrie 1995, Woodbine⁠(d), Comitatul Carroll, Maryland, Maryland, SUA) este un luptător ce a reprezentat Statele Unite ale Americii, medaliat olimpic. A participat la 2 ediții ale Jocurilor Olimpice (2016, 2020) în care a câștigat o medalie de aur.